# Dierenfysiotherapie
Dierenfysiotherapie is een specialisatie binnen de fysiotherapie die zich richt op de behandeling van lichamelijke klachten aan het bewegingsapparaat bij dieren. Binnen de dierenfysiotherapie kan een therapeut zich specialiseren in één of meerdere dieren. Met name paarden en honden worden behandeld door de dierenfysiotherapeut.
De dierenfysiotherapeut werkt uitsluitend op doorverwijzing van een dierenarts.

## Belangenvereniging
De belangen van de dierenfysiotherapeuten in Nederland worden behartigd door de Nederlandse Vereniging voor Fysiotherapie bij Dieren (NVFD).